# بازی سه امتیازی
در بسکتبال، بازی سه امتیازی معمولاً توسط یک پرتاب منطقه ای دو امتیازی و یک امتیاز از پرتاب پنالتی خطایی که بعد از دو امتیاز انجام شده به دست می‌آید. قبل از اینکه پرتاب منطقه ای ۳ امتیازی در دهه ۱۹۶۰ برای بسکتبال حرفه‌ای و دهه ۱۹۸۰ برای بسکتبال دانشگاهی ساخته شود، تنها راه بازی سه امتیازی همان «۲امتیاز + ۱ پنالتی» بود. گاهی به این نوع ۳ امتیازی، «بازی سه امتیازی قدیمی از مد افتاده» می‌گفتند که نشان دهنده قدیمی تر بودن آن نسبت به پرتاب ۳ امتیازی است. «اَند وان» یا «فُل گل» نام‌های دیگر این حرکت (۲ امتیازی و ۱ پنالتی) است.